# Préparation d'échantillons par ultrasons
En chimie analytique, la préparation d'échantillons par ultrasons est toute méthode utilisant les ultrasons pour préparer un échantillon à l'analyse. Les molécules à analyser sont rarement obtenues isolées, pures et sous la bonne forme. Il est donc nécessaire de les séparer de leur environnement, nommé matrice avant de les analyser. 
Les ultrasons qui se propagent dans un solvant engendrent des microbulles qui peuvent, entre autres, fragmenter les solides pour accélérer leur solubilisation ou perturber la membrane des cellules pour en libérer le contenu. Cette méthode est généralement non destructive et ne fait qu'accélérer et faciliter la préparation des analytes.

## Histoire
L’utilisation des ultrasons en chimie a débuté en 1927 avec la publication “Physical and Biological Effects of High Frequency Waves of Great Intensity” de Wood et Loomis. Cet ouvrage reportait, entre autres, l’utilisation des ultrasons pour l’émulsion, pour l’atomisation, l’agrégation de particules et l’accélération de réactions chimiques. Depuis cette époque, les techniques d’utilisation d’ultrasons ont beaucoup évolué et la méthode possède un grand champ d’application dans plusieurs disciplines, dont la physique, la médecine, la biologie, la chimie et l’environnement. La première utilisation des ultrasons en synthèse organique viendrait de la synthèse de l’isothiocyanatobenzène à partir du benzamide en 1938 par Porter et Young. Ceux-ci ont aussi montré que les ultrasons pouvaient accélérer et faciliter des réactions chimiques.

## Matériel et montage
La préparation d’échantillons par ultrasons nécessite des appareils pouvant produire des ultrasons à travers une solution ou un liquide dans lequel est plongé l’échantillon en solution dans un contenant. Il existe deux types d’appareils pouvant effectuer cette tâche, soit le sonicateur et le bain ultrasonique. Ces deux appareils ont la même fonctionnalité, mais agissent différemment selon les exigences.

### Sonicateur

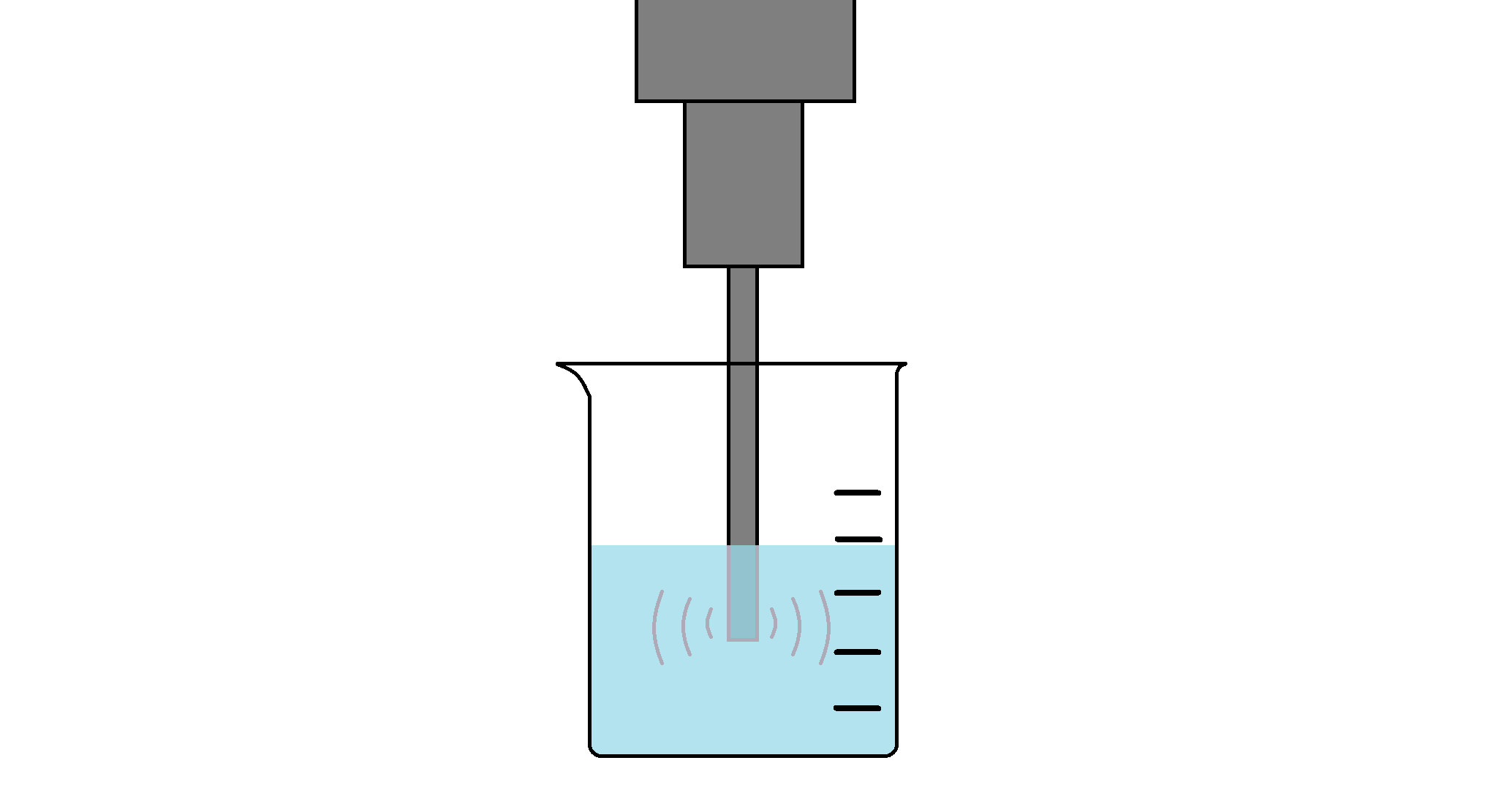
Schéma d’un sonicateur

Le sonicateur est composé d'une sonde ultrasonique ainsi que sa base. La sonde est responsable de la production d’ultrasons grâce à ses transducteurs situés en bordure de la sonde. Le transducteur est un appareil qui crée des vibrations ou oscillations mécaniques (ultrasons) à partir d’un signal électrique. Le plus utilisé en chimie des ultrasons est de type céramique piézoélectrique. Ce transducteur peut générer des fréquences de {\displaystyle 100kHz} et plus en transformant directement le signal électrique en vibrations, contrairement au transducteur magnétostrictif qui utilise le courant électrique pour créer un champ électromagnétique qui à son tour provoque la vibration du matériau magnétostrictif.
La sonde du sonicateur est plongée directement dans la solution permettant ainsi une propagation des ultrasons en limitant les interférences. Les paramètres des ultrasons produits par la sonde, comme la puissance des ultrasons ainsi que la durée de ceux-ci, peuvent être ajustés selon l’utilisation sur la base du sonicateur.

### Bain ultrasonique

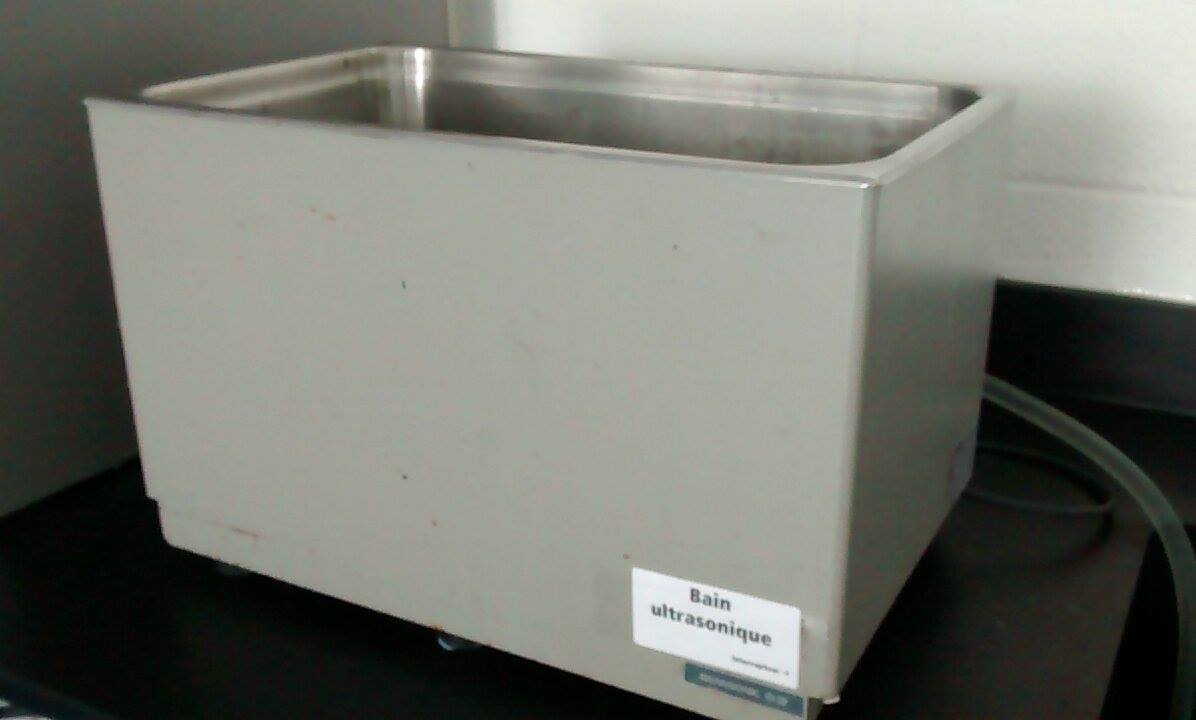
Bain ultrasonique Branson

Le bain ultrasonique est composé uniquement d’une cuve. La particularité du bain ultrasonique est qu’il peut produire la même puissance d’ultrasons que le sonicateur à plusieurs solutions dans leurs contenants respectifs en même temps. Comme les ondes sonores se propagent plus rapidement et plus facilement dans l’eau que dans l’air, la cuve est remplie d’eau et le contenant est déposé directement dans le fond de la cuve ou dans un panier prévu à cet effet. La production des ultrasons est faite par les transducteurs situés en bordure de la cuve afin de permettre une meilleure transmission des ondes dans tout le bain ultrasonique. Aussi, certains paramètres supplémentaires sont disponibles pour le bain ultrasonique alors que le sonicateur requiert plus de matériel pour combler ces fonctions. Par exemple, la fonction de chauffage qui permet de séparer les impuretés plus facilement et la fonction de dégazage qui permet d’éliminer les bulles en suspension dans le liquide.

## Principe de base

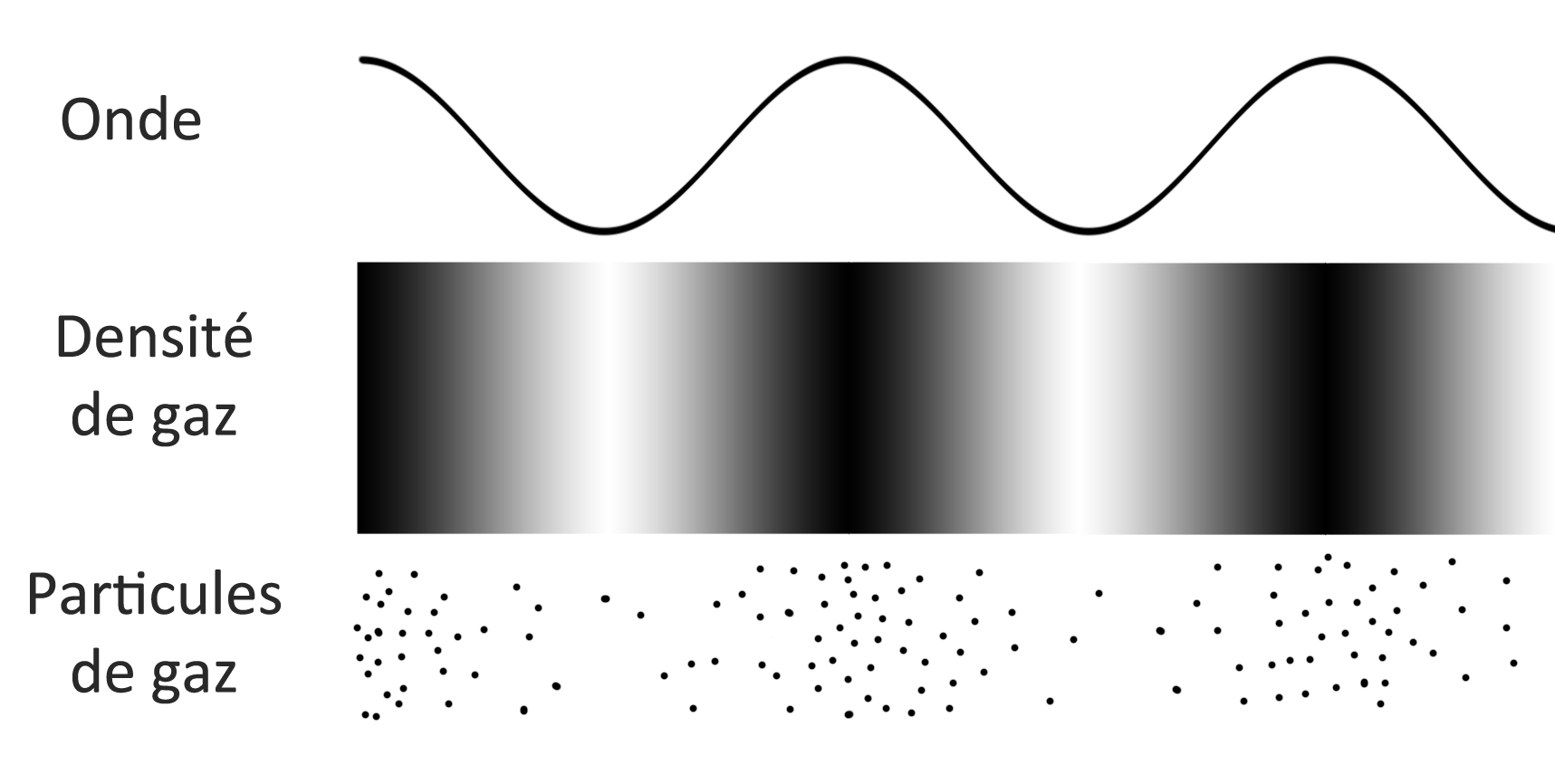
Trois représentation du son dans l'air

Le son est une onde mécanique, contrairement à la lumière, aux rayons X et aux ondes radio. Ces derniers sont des ondes électromagnétiques, c’est-à-dire qu’ils sont tous composés de la même unité de base : le photon. Ce qui les différencie est leur fréquence. Le son n’est pas une autre fréquence de photon, mais une onde de la matière, comme une vague dans la mer.
Les sons que l’on peut entendre sont des agitations de l’air qui se propagent jusqu’aux tympans. La source du bruit produit une série de fronts de hautes et de basses pressions à une certaine fréquence. Ces fronts se propagent, puis font vibrer les tympans à la même fréquence que la source si les interactions du milieu sont négligées.
Les ultrasons sont simplement des sons ayant des hautes fréquences, soit typiquement de {\displaystyle 20kHz} à {\displaystyle 1MHz}. Ces fréquences sont trop élevées pour que l’oreille humaine puisse les percevoir.
En chimie, les ultrasons sont généralement produits dans un liquide, tel que l’eau. À une fréquence assez élevée, ils engendrent des microbulles (d’un rayon de {\displaystyle ~5\mu m}) d’une durée de vie de quelques microsecondes. La durée de vie et le rayon maximal des bulles diminuent lorsque la fréquence utilisée augmente. Les microbulles sont créées dans les zones de basse pression par l’évaporation spontanée du liquide. Inversement, les zones de haute pression causent la condensation du gaz qu’elles contiennent. Ce phénomène se nomme la cavitation acoustique. La fréquence nécessaire pour que des microbulles se forment dépend du liquide utilisé. Cette fréquence critique peut être diminuée par la présence d’impuretés, de solutés ou d’autres composés dans le liquide.
On peut distinguer trois mécanismes qui peuvent expliquer comment les bulles sont créées lorsqu’on applique des ultrasons dans un échantillon.
Le premier mécanisme est la nucléation à la surface d’un solide en contact avec le liquide, comme des particules en suspension ou les parois du contenant. Lorsqu’il y a de fines crevasses (fissures), des pochettes de gaz se créent dans ces trous et sont protégées de la dissolution du gaz dans le liquide par la tension de surface du liquide. En envoyant des ultrasons dans le liquide à l’aide d’une sonde par exemple, la bulle de gaz prend de l’expansion avec la phase de dilatation des ultrasons et le liquide transfert une fraction gazeuse dans cette bulle. Lors de cette expansion, la surface de contact entre le liquide et la bulle de gaz augmente. Avec le gradient de concentration du produit plus élevé dans la phase liquide que dans la phase gazeuse, la diffusion du gaz vers l’intérieur de la bulle est favorisée. Lorsque la bulle est assez grosse, elle se détache de la fissure.
Le deuxième mécanisme est basé sur la présence de bulles déjà présentes et stabilisées par un tensioactif. L’utilisation des ultrasons permet de perturber cette stabilité, ce qui cause la croissance des bulles par coalescence: réunion de parties de substance afin de réduire la surface de contact.
Le troisième mécanisme indique la séparation de bulles en plus petites bulles lorsque la bulle est de forme instable. L’instabilité peut être causée par la présence d’ultrasons. Ce mécanisme explique l’émulsion par ultrason de l’huile dans l’eau lorsque les gouttelettes sont réduites jusqu’à ce qu’elles soient assez petites pour rester en suspension dans le liquide.
Des températures et des pressions très élevées ont été mesurées à l’intérieur des microbulles, soit de l’envergure de {\displaystyle 5000K} ({\displaystyle 2000K} à l’interface) et de {\displaystyle 50MPa} . Les températures mesurées semblent varier significativement selon la méthode de mesure et selon les conditions expérimentales, bien qu’elles restent de cet ordre. Les ultrasons sont utiles précisément grâce à ces conditions locales extrêmes qui ont été produites sans installation sophistiquée.

## Applications

### Fragmentation des solides
Les bulles éphémères permettent de fragmenter les solides pour mieux les solubiliser. Les sels et les métaux peuvent être réduits en petites particules, augmentant grandement la surface de contact entre la solution et le solide. À cause de la faible taille des bulles, les particules produites sont également très petites, ce qui accélère grandement les solubilisations.

### Dissolution des solides
Il est important pour plusieurs techniques d’analyse chimique, comme la chromatographie en phase liquide à haute performance (HPLC) et la chromatographie en phase gazeuse (GC), d’avoir l’analyte en solution dans un solvant pour pouvoir faire l’analyse. L’énergie apportée par la cavitation acoustique (par ultrasons) permet une dissolution efficace en surmontant la cohésion dans le liquide permettant ainsi une dissolution d’une grande quantité de solide dans le solvant (hautes concentrations). Cette technique peut aussi bien être utilisée en laboratoire qu’en industrie. Par exemple, les laboratoires d’analyse peuvent utiliser cette méthode en remplacement de la dissolution par agitation manuelle pour une meilleure dissolution. En industrie agroalimentaire, la dissolution par cavitation acoustique permet la dissolution efficace de plusieurs éléments, dont les sucres et les sels alimentaires.

### Fabrication d'émulsion

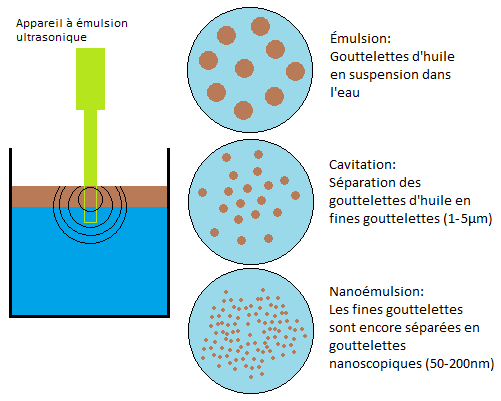
Émulsion par techniques ultrasoniques

Les ultrasons sont rarement utilisés pour mélanger des liquides. Une exception notable est l’émulsification. La fréquence utilisée est extrêmement importante, car une fréquence inadéquate ne produira aucune émulsion. Par exemple, un mélange d’eau et d’huile produira une émulsion à {\displaystyle 20kHz}, mais pas à {\displaystyle 213kHz} . De plus, il est évident qu’une fréquence trop faible, comme celle des sons audibles, ne produira pas d’émulsion.
Il est possible de mélanger des liquides non miscibles, par exemple de l’huile et de l’eau, en utilisant les ultrasons pour éviter l'ajout d'un tensioactif. Premièrement, en conservant l’exemple de l’huile et de l’eau, on utilise une basse fréquence précise utile pour commencer l’émulsion: le passage de l’huile en gouttelettes dans l’eau. En changeant la fréquence, on peut alors faire subir une cavitation acoustique aux gouttelettes d’huile, ce qui va les séparer en plusieurs fines gouttelettes. Deuxièmement, en utilisant une haute fréquence, il est possible de faire une nanoémulsion des fines gouttelettes en gouttelettes de taille de l’ordre du nanomètre. Cette technique est utilisée, entre autres, dans la synthèse du biodiesel dans laquelle de l’huile végétale est transférée dans un alcool (méthanol ou éthanol) par émulsion.
La technique ultrasonique a des avantages par rapport à la méthode habituelle. Cette dernière nécessite de mélanger pendant plusieurs heures à haute température. La méthode par ultrasons nécessite seulement quelques minutes (10 - 20 min) et peut être effectuée à température de la pièce. Il y a donc un meilleur rendement énergétique, comme l’énergie est envoyée directement dans la solution pour la cavitation, et une économie de temps permettant une plus grande production.

### Extraction assistée par ultrasons
Les ultrasons peuvent être utilisés pour extraire des composés solubles d’une matrice insoluble. Comme la matrice est insoluble, les composés sont retenus à l’intérieur et n’entrent pas en contact avec le solvant. Les ultrasons perturbent la matrice et permettent la solubilisation du composé sans avoir à dissoudre la matrice, en utilisant des acides forts ou des températures élevées, par exemple.
Comparé à certaines techniques, comme l’extraction par un fluide supercritique (EFS), l’extraction assistée par micro-ondes (MAE) et l’extracteur de Soxhlet automatisé (ASE), l’extraction par ultrasons peut nécessiter une plus grande quantité de solvant organique et plus de temps. 

### Endommagement des membranes cellulaires
Les ultrasons sont beaucoup utilisés dans le domaine d’analyse biologique. Les parois cellulaires sont composées d’une bicouche de phospholipides servant à protéger l’intérieur de la cellule (cytoplasme) de l’environnement extracellulaire. En  fractionnant les parois cellulaires (lyse), il est possible de libérer des molécules intracellulaires. Il est cependant très important d’ajuster l’intensité des ultrasons selon l’échantillon pour éviter la dénaturation de constituants. Il est ainsi possible d’utiliser les ultrasons pour faire l’extraction de protéines et d’ADN, la préparation d’enzymes et la production d’antigènes servant, entre autres, à la production de vaccins,. En utilisant des ultrasons légèrement moins intenses, il est possible d’augmenter la perméabilité de la membrane aux macromolécules. Dans ce cas, la membrane n’est pas brisée, seulement légèrement endommagée.
Il est important de considérer la bonne technique selon le composé à traiter et le but à atteindre, car les ultrasons peuvent causer la désintégration cellulaire. En fait, l’agitation des microbulles peut perturber les parois cellulaires, causant la lyse cellulaire. Ceci peut être désavantageux si la cellule devait être conservée.

## Limitations
Bien que l’usage d’ultrasons est généralement non destructif, il peut entraîner la décomposition de certains composés organophosphorés.
À cause des conditions locales extrêmes qu’ils engendrent, les ultrasons peuvent produire des radicaux hydroxyles dans l’eau. Ceux-ci sont très réactifs et ne sont présents en solution que pour environ {\displaystyle 10^{-9}} secondes. Ils peuvent dégrader les composés avec lesquels ils entrent en contact. Leur quantité semble être proportionnelle au logarithme de la puissance acoustique des ultrasons.